# Rio Codor
O Rio Codor é um rio da Romênia, afluente do Jichiş, localizado no distrito de Cluj.